# Cheilodactylus pixi
Cheilodactylus pixi is een straalvinnige vissensoort uit de familie van morwongs (Cheilodactylidae). De wetenschappelijke naam van de soort is voor het eerst geldig gepubliceerd in 1980 door Smith.